# أسعد بوناشي
أسعد أحمد سالم بوناشي ، (1975-) فنان تشكيلي ومصمم هندسي - ومخرج للأفلام القصيرة - وكاتب في مجال الفنون - وروائي كويتي.

## عن حياته
ولد الفنان التشكيلي أسعد بوناشي في الكويت من عام 1975 ، وبدأ حياته في فصول مدارس الكويت الحكومية، وبدأت قدراته الفنية تبرز تدريجيا وتُكتشف في مهرجانا المدارس والملتقيات الفنية، فحمل فلسفة الخطوط العشوائية والمتحررة في بداية السلم الفني، وفور تخرجه من الثانوية التحق بكلية التربية الأساسية عام 1992 ، وتأثر بفكر المدرسة السريالية ، وبلور هذا التأثر بالدراسات الفنية، فوجه جله اهتمامه بالسريالية ودراسة أعمال سلفادور دالي وماغريت وهيرونيموس كرموز رئيسية في هذا الفن ، وانعكس هذا الفكر على أعماله في المعرض الأول  المقام في قاعة الفنون التابعة للمجلس الوطني للثقافة والفنون في عام 2002، والذي قدمه بعد تخرجه وحصوله على شهادة البكالريوس بثلاث سنوات ، ومن أهم أعمال المعرض كانت لوحة الخروج عن الواقع والتي قدمها بصورة التحرر من قيود الكبت والسلطة في الفكر الفني. بعدها حاول في البحث عن دراسات فنية جديد فقدم معرض القمر  وهو يعد المعرض الأول من نوعه في الساحة الفنية العربية عام 2004 والذي يطرح لوحات سريالية بفكر الخيال علمي عن القمر تحت رعاية العالم الفلكي الكويتي «د. صالح العجيري» وقدم لوحة «الهجرة» ثم شارك عدة معرض تابعة للجمعية الكويتية للفنون التشكيلية ، مثل الكويت في مهرجان الكويت في قلب مصر 2005 مع نخبة من الفنانين والكتاب مثل الفنان عبد الله الرويشد والكاتب فؤاد الهاشم والأديب عبد الله الخلف ، كما قدم معرض التصوير الجرافيتي برلين عام 2008, والذي يعد أولى تجاربه في الكمبيوتر ، حيث يتضمن العديد من اللوحات الخيالية بالفكر الرقمي.
وفي عام 2007 عرض معرض تحت رسالة إنسانية بعنوان «وجوه» صاحب هذا المعرض ندوة بعنوان «بانوراما الكويت الأولى» ومحتواها كان دراسة للوحة زيتية ضخمة عن البداية الأولى لدولة الكويت، حيث كانت بحثا مفصلا للباحث (بشار خليفوه) عن البنية الإنشائي لدولة الكويت في بداية السور الأول عام 1790 على حد التقريب، وأخذت صدا مرموقا في الكويت حتى تبنتها الشيخة أنيسة سالم الحمود الصباح وصنعت منها رزنامة عام 2010 ، في نفس العام طبع بنك التسليف والإدخار الكويتي رزنامة جديد لأفضل أعمالة كتكريم له.
أما في عام 2009 تم تقديم فكرة جديدة عن طريق التصميم وهي لعبة «سيرة الني» من فكرة وإنتاج الدكتور جاسم ملك والأستاذ خالد ملك وعبد الله الكندري والتي حازت على الكثير من التشجيع والإعجاب، وهي تتمثل في قصة سيد الخلق الرسول محمد صلى الله عليه وسلم منذ الولادة وحتى الوفاة، وتطرح اللعبة سيرة النبي عن طريق الأسئلة والأجوبة كفكرة المونوبولي.اهتم عبد المحسن الجارالله الخرافي رئيس مبرة الآل والأصحاب الكويتية في موضوع لعبة سيرة النبي فطلب نفس الفكرة قام بتصميمها الفنان مع فريق العمل نفسه وقدمت كلعبة تخص المبرة.

## الأفلام القصيرة
كما قدم الفنان أسعد بوناشي توجها جديدا في الفن وهي صناعة الأفلام القصيرة حيث شارك في جائزة الشيخ ناصر صباح الأحمد الصباح في عرض فلم قصير عن قيمة القراءة في الحياة وكان الطرح بالفكر الحديث ، ومن أعماله أيضا لوحة الغلاف لكتاب الشيخ سالم الحمود الجابر الصباح 2009 وكتب العديد من المقالات الفنية في الصحف والمجلات كما له توجهات فكرية متعددة إلى جانب الفن مثل التصميمات الهندسية تأليف الروايات الدرامية والسريالية. شارك في عدة معارض خارجية من أهمها كان معرض الفن المعاصر في جمهورية باشكيروستان واوفا- الإتحاد الروسي 2009 ، كتبت عنة العديد من المقالات الكويتية والعربية لتميزة في الفكر والإبداع وركز في الأونة الأخير على الفكر التربوي كمساهمه في غرس المبادئ العلمية والتربوية وترأس لجنة التحكيم في أولمبيات الفن في المدارس الخاصة في الكويت ، وفي الأول من إبريل 2012 قدم توجهات مختلفة في المعرض الرابع تحت عنوان «الجذور» فقدم في أعمال مركبة ولوحات زيتية ولأول في الكويت تعرض مجموعة من أفلام (الفيديو آرت) في معرض شخصي فجمع بين الفن التشكيلي والإخراج لتوصيل رسالة المعرض وهي مساواة البشرية. قدم معرضة «الرحلة» 2014 في قاعة متحف الفن الحديث وجمع بين معرض لدراسة الانثروبولوجي ومعرض آخر للمجرات والفضاء.

## حياته العلمية والعملية
- بكالوريوس تربية فنية - كلية التربية الأساسية.
- مدرس الرسم والتصوير بثانوية أحمد البشر الرومي للمقررات - مدرسة عبد العزيز حسين - الشويخ.
- مصمم داخلي ومنفذ ديكور و أعمال مركبة .
- مصمم الموقع الألكتروني www.bunashi.net.
- أستاذ في دورات الصيفية في المجلس الوطني للثقافة والفنون.
- أستاذ فن التصوير الزيتي بالجمعية الكويتية للفنون التشكيلية.
- مخرج سينمائي.
- كاتب و روائي , رواية ( طائر الورقاء ) [11]

### عضوياته
- عضو الجمعية الكويتية للمعلمين.
- عضو في الرابطة الدولية للفنون باريس.
- عضو في الاتحاد الدولي للفنون الصين.
- عضو الجمعية الكويتية للفنون التشكيلية.
- عضو في لجنة العلاقات العامة لمعرض 25 فبراير.
- عضو شرف في الجمعية القطرية للفنون التشكيلية.
- عضو لجان المعارض بجمعية الفنون.
- باحث وكاتب في مجلة التشكيل الكويتي.
- كاتب ومؤسس في مجلة السور الألكترونية.
- مشرف الموقع الألكتروني لجمعية الكويتية للفنون التكيلية (www.kuwait-arts.org).

### معارضه العامة
- معرض آثار الغزو العراقي 1993.
- معرض البيئة للهيئة العامة للشباب والرياضة.
- معارض التحرير الثامن والتاسع والعاشر والحادي عشر.
- معرض 25 فبراير 2002.
- معرض 25 فبراير 2003.
- معارض مهرجان القرين الثقافي.
- معارض هلا فبراير.
- معارض شركة البترول الوطنية الكويتية.
- معارض جمعية المعلمين الكويتية.
- المشاركة برسم لوحة في معرض الكويت قلب كل مواطن.
- بينالي الخرافي للفن الكويتي المعاصر 2005.
- معرض 25 فبراير.
- معرض مائيات كويتية 2006.
- معرض بينالي الكويت الدولي للفن المعاصر 2006.
- معرض الملتقي الدولي في ألمانيا - برلين 2006.
- محاضر ندوة بانوراما الكويت الأولى مع الباحث بشار خليفوه.
- ممثل قطاع الفن التشكيلي بالدولة - كبار المبدعين الكويتين - في مهرجان الكويت في قلب مصر 2005 - القاهرة.
- معرض جائزة الشيخ صباح الأحمد الصباح.
- عمل ورشة في ملتقى الفن الكويتي الأيطالي 2008.
- معرض الفن المعاصر في بشكيرستان – روسيا 2009.
- معرض الفن المعاصر في تاترستان – روسيا 2009.
- المشاركة في مسابقة الفن الأمريكي للبورترية American Artist’s Self-Portrait Competition here. 2008.

### المعارض الشخصية والأنجازات الخاصة
- المعرض الأول بعنوان «الخروج عن الواقع» out of reality 2002 في قاعة الفنون.
- المعرض الثاني «توقعات القمر» بيت لوذان – جمعية الفنون 2004.
- المعرض الشخصي الشامل في مصر 2005.
- المعرض الثالث بعنوان «الوجوه» 2007.
- مصمم لعبة «سيرة النبي» 2008.
- مصمم لعبة «آل البيت والأصحاب» لمبرة الآل والأصحاب 2009.
- عمل لوحة الغلاف لكتاب الشيخ سالم الحمود الجابر الصباح 2009.
- تأليف رواية «طائر الورقاء» 2010.
- المشاركة في مهرجان الخليج السينمائي (فيلم: سدرة الحنش)2011.
- المعرض الشخصي الرابع تحت عنوان «الجذور» في متحف الفن الحديث (فيديو آرت - أعمال مركبة - بورترية) 2012.
- المعرض الخامس الشخصي (الرحلة) ويضم معرضين (افارنسيس، وسويبر نوفا) تحت رعاية المجلس الوطني للثقافة والفنون والآداب في متحف الفن الحديث [12] 2014
- المعرض السادس (إنسان - human ) - انقرة , تركيا برعاية السفارة الكويتية في تركيا [13] 2017
- معرض التراث العمراني في متحف الفن الحديث مع الباحث بشار خليفوه 2019[14]
- معرض ( أطفال الحرب - هيروشيما ) اعمال مركبة,[15] عرض حركي , فيديو آرت , 40 لوحة زيتية سيريالية [16] 2022.

## الجوائز
- جائزة تشجيعية للكولاج في معرض الفنون 2003.
- جائزة يبينالي الخرافي للفن الكويتي المعاصر2005.
- درع الكويت في قلب مصر 2007.

## معرض صور

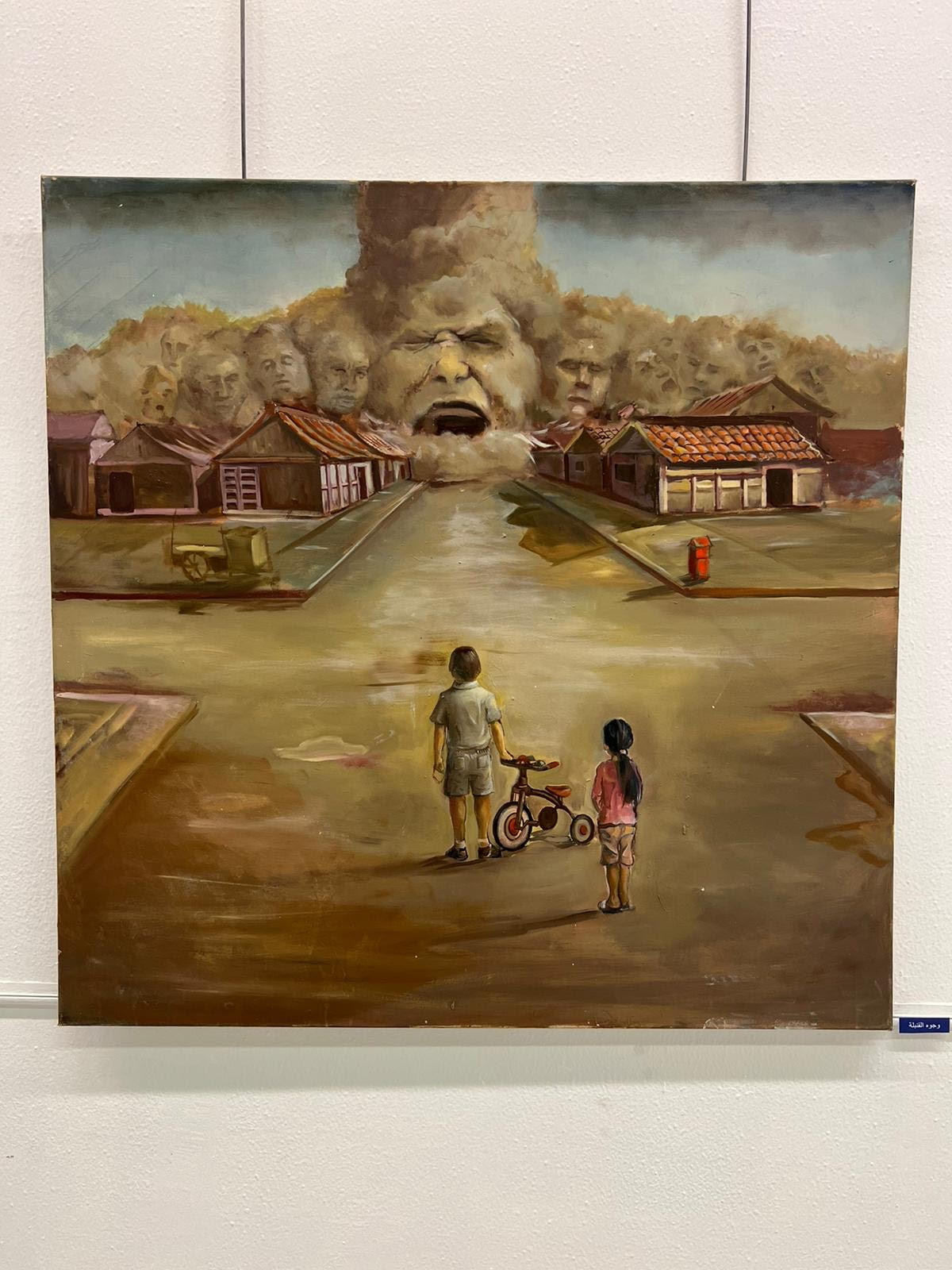
مواجهة القنبلة معرض هيروشيما 2022

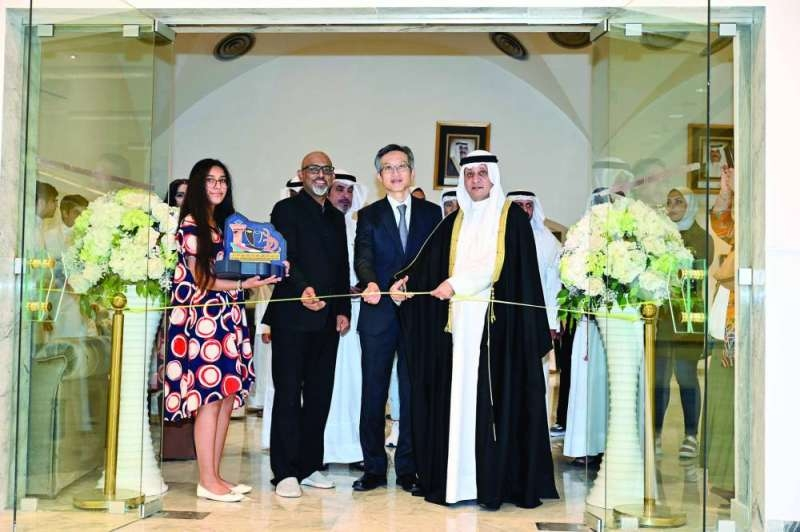
افتتاح معرض هيروشيما

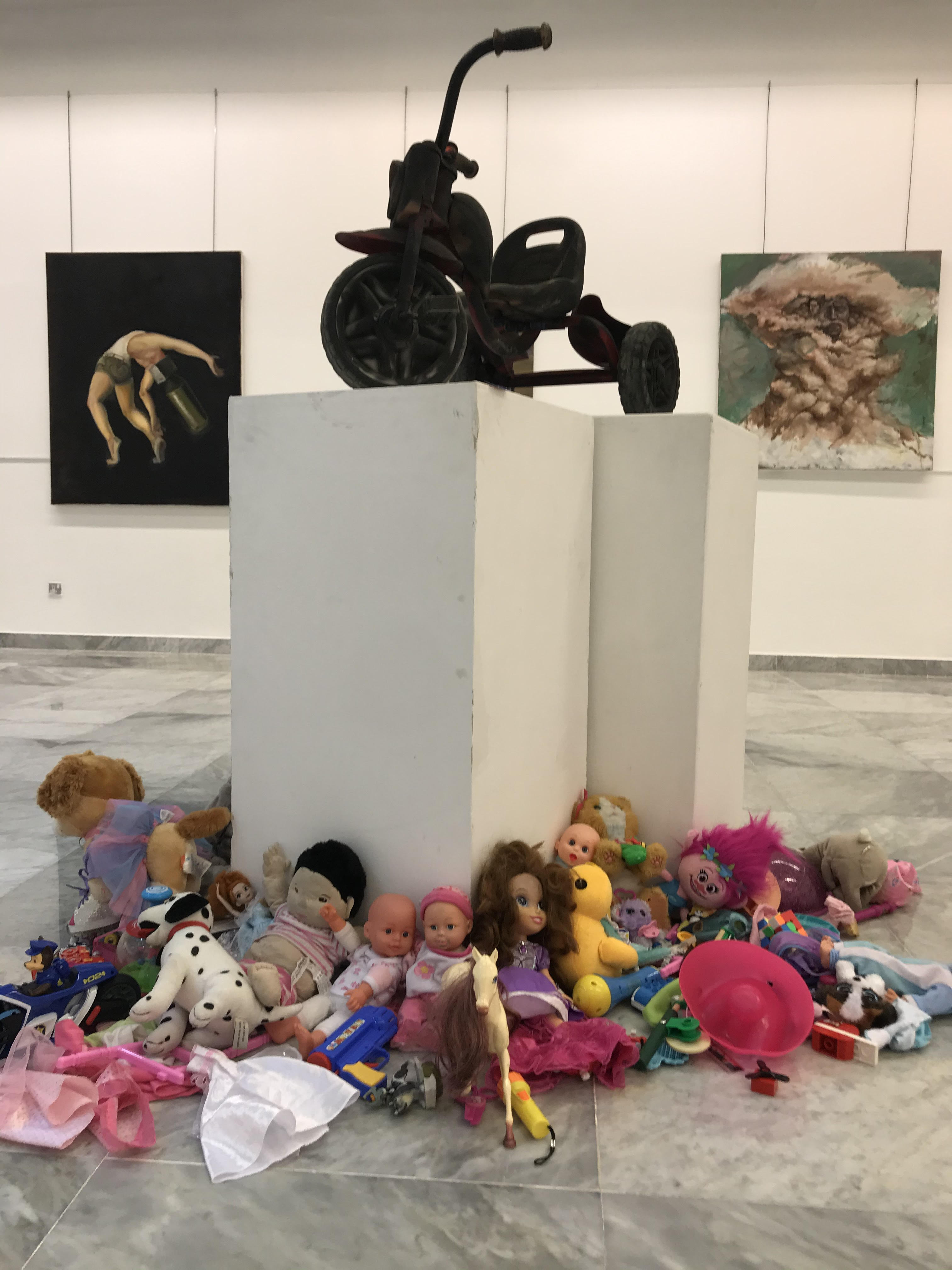
دراجة هيروشيما

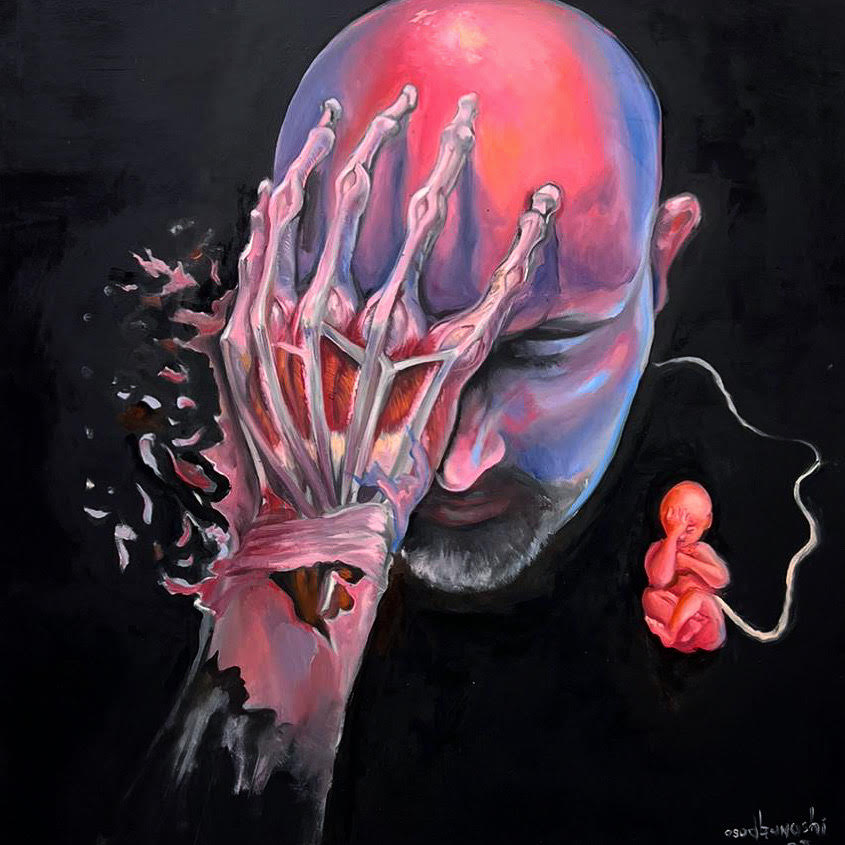
النفق الرسغي

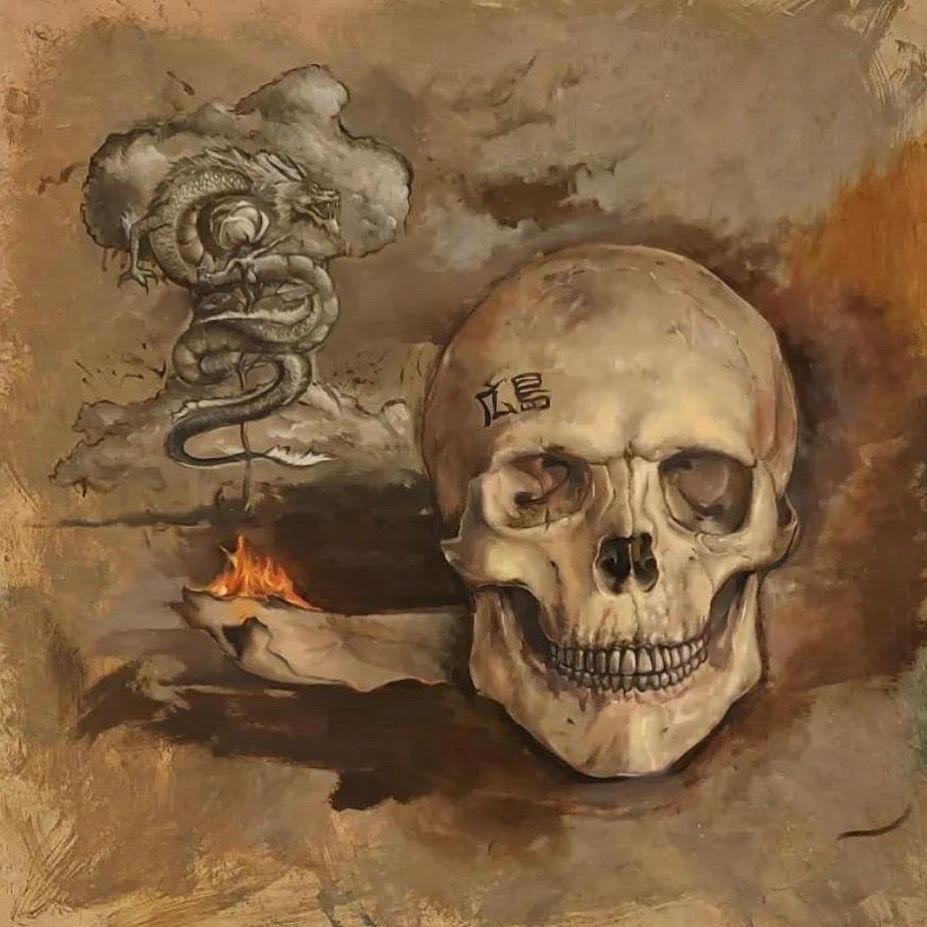
جمجمة هيروشينا

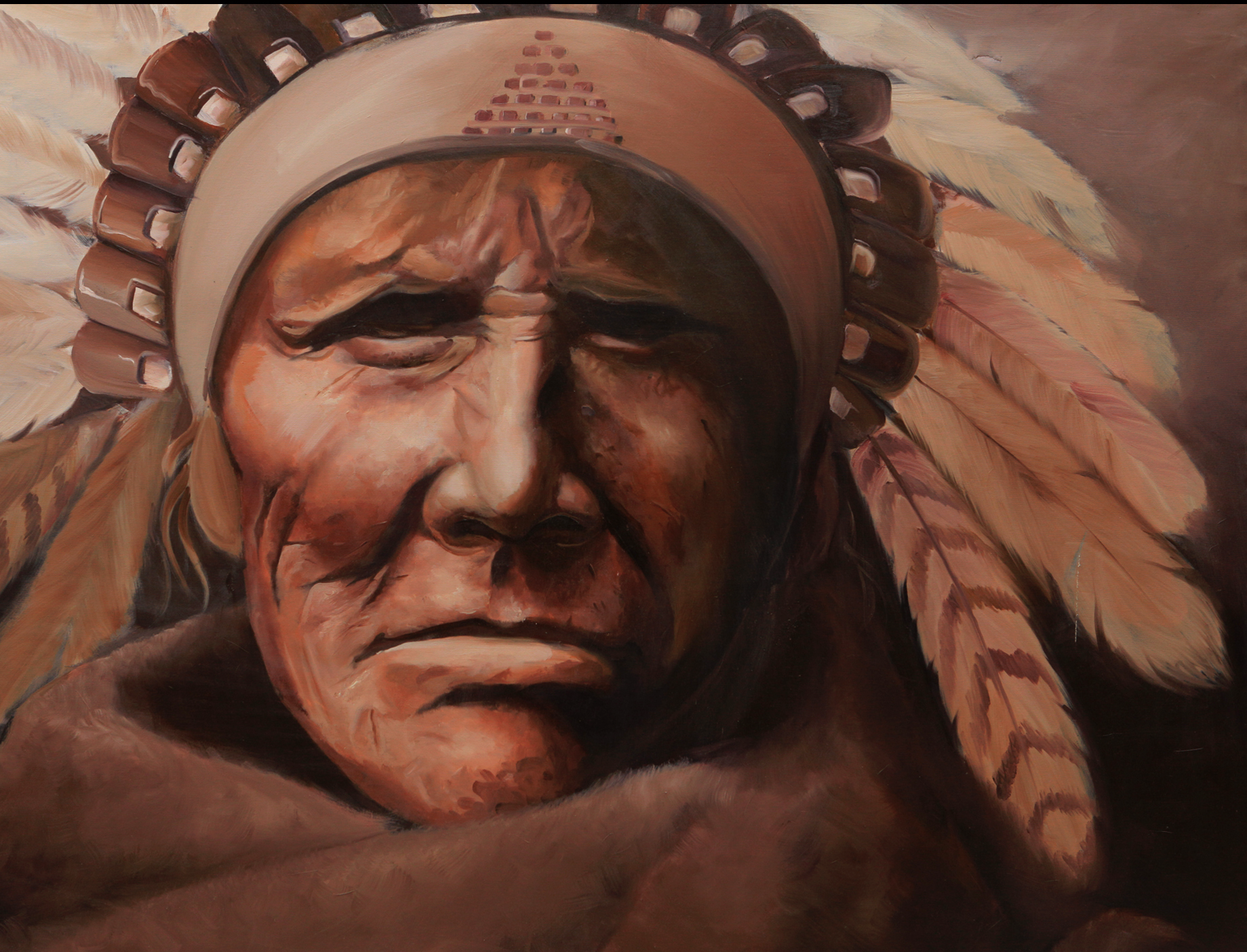
لوحة الزعيم الهندي للفنان اسعد بوناشي
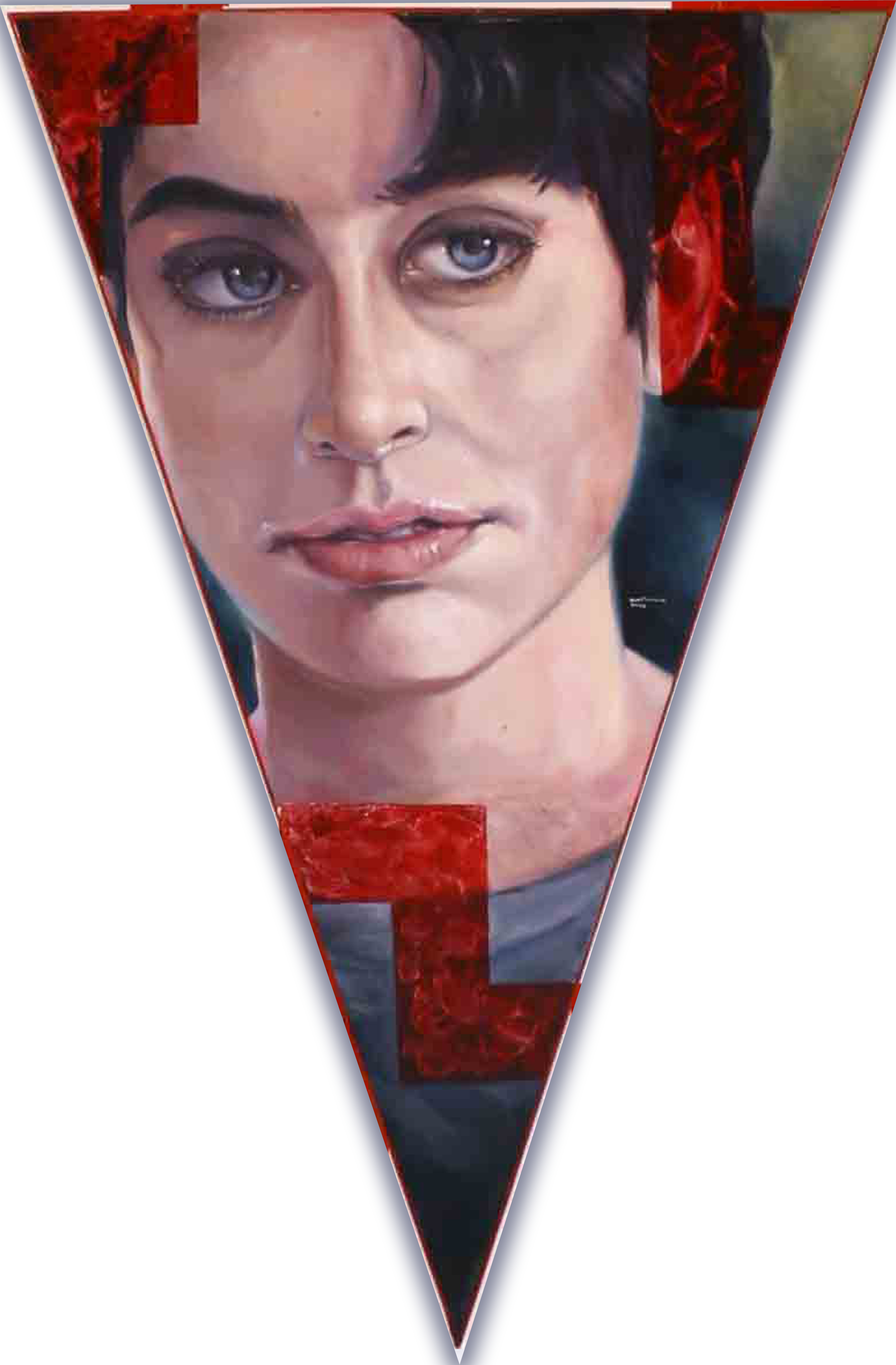
لوحة فتاة الشعر القصير
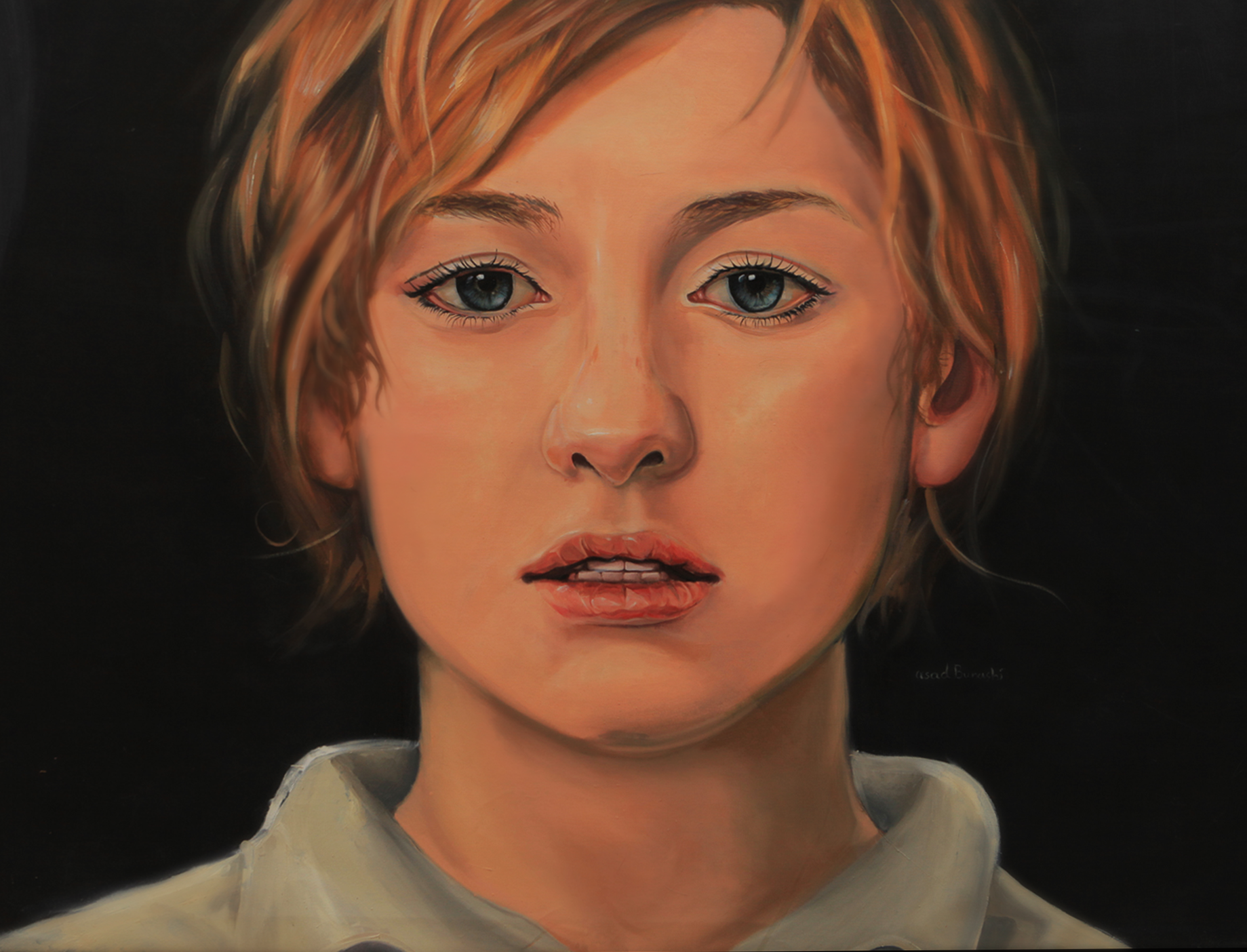
لوحة أوروبا
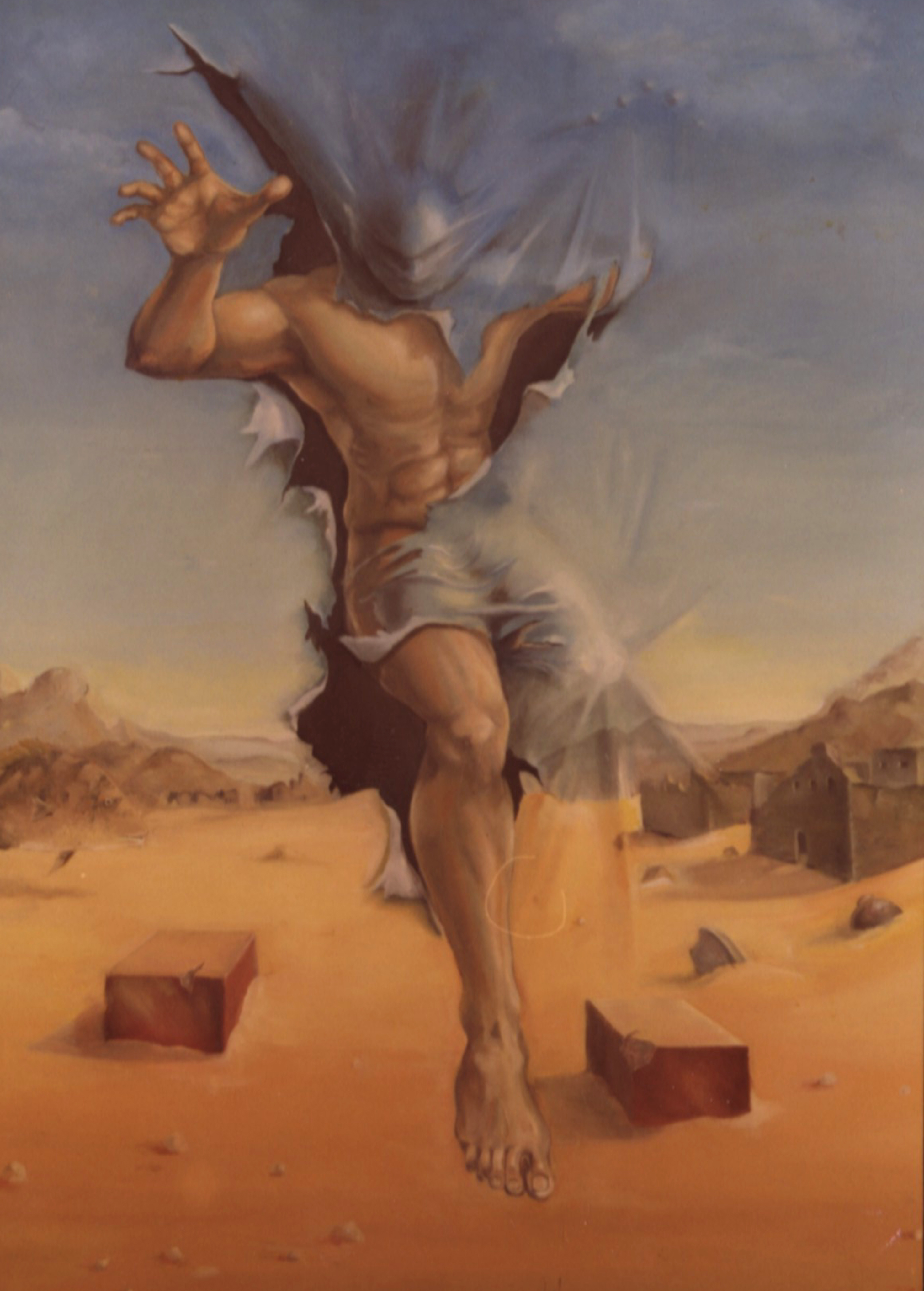
لوحة خارج الواقع 2002